# Banco Nacional de Germoplasma de la Estación de Villaviciosa
El Banco Nacional de Germoplasma de la Estación de Villaviciosa es una finca 90 hectáreas de extensión dedicada a banco de germoplasma del manzano entre otros, así como a centro de investigaciones y mejoras agrarias, que está administrada por el Servicio Regional de Investigación y Desarrollo Agroalimentario (SERIDA) que es un organismo autónomo de la Comunidad Autónoma del Principado de Asturias. El SERIDA tiene su sede en esta finca de Villaviciosa.

## Historia
La Estación Pomológica se creó oficialmente en septiembre de 1956 en Villaviciosa (Principado de Asturias), teniendo entonces la finca inicial algo más de 8 ha de extensión.
Durante los años 1960 se amplió la superficie mediante la compra de fincas aledañas, hasta alcanzar más de 60 ha. Construyéndose en una de ellas la Escuela de Agricultura (reinaugurada en 1987).
Con el estado de las autonomías en 1985 (Decreto 20/85 de 21 de febrero) se crea el Centro de Experimentación Agraria (CEA), nombre que mantendría hasta 1991. Durante este periodo se incrementa la superficie de la finca hasta las 90 ha.
En 1991, el Centro se renombra a Instituto de Experimentación y Promoción Agraria (IEPA). En este último periodo, y gracias al consenso de las diferentes fuerzas políticas se llega por la Ley 5/1999, a la creación del Servicio Regional de Investigación y Desarrollo Agroalimentario (SERIDA) que tiene su sede en la finca de Villaviciosa.

## Funciones del organismo autónomoSERIDA
Las funciones del SERIDA están orientadas a programar y ejecutar actividades de investigación, desarrollo y transferencia de tecnologías agrarias en el ámbito de la Comunidad Autónoma del Principado de Asturias.

## Banco de germoplasma vegetal de Asturias
- Colecciones de semillas, donde se conserva una colección funcional de semillas en la que se incluyen desde la judía común (Phaseolus spp.), trigos (Triticum spp.) y especies hortícolas de la herencia de la zona norte de España.[4]
- Colecciones de campo, con variedades locales de avellano (Corylus avellana L.) y 50 variedades comerciales de arándano (Vaccinium spp.).[4]
- Colección de manzanos (Malus domestica) tradicionales del Principado de Asturias con 550 variedades locales asturianas, tanto de mesa como de sidra. Entre estas últimas se encuentran las 76 variedades que están incluidas en la Denominación de Origen Protegida (D.O.P.) sidra de Asturias.[5][6]
- Colección de manzanos no asturianos, con 250 variedades de manzanos del arco Atlántico del norte de España.[6]